# Liztor pilosus
Liztor pilosus (лат.) — ископаемый вид мелких архаичных ос-бетилид из подсемейства †Lancepyrinae. Обнаружен в отложениях мелового периода. Испанский янтарь (альбский ярус, 113—100 млн лет; Alava amber; Penacerrada, около Moraza, провинция Бургос, северная Испания).
Родовое название Liztor, происходит от слова на баскском языке (язык территории басков), означающего «оса».

## Описание
Осы мелких размеров (длина тела около 2 мм; длина передних крыльев 2,16 мм). Голова прогнатная, субтреугольная. Многочисленные волоски развиты на голове, груди и ногах. Сложные глаза не редуцированы, занимают более половины длины и половины высоты головы, расположены латерально. Усики самки 13-члениковые (самцы неизвестны). Оцеллии развиты. Формула шпор голеней: 1-2-2. Крыло частично сохранилось. В передних крыльях 1Rs очевидно удлиненные, неотличимы от 1M; Cu+cu-a неотличимы, чётко отделены от A (чёткая булла); M+Cu, 1Rs, 1M, и 1Cu+cu-a сходятся в одной точке. Метасомальные сегменты пропорционально намного короче, чем у †Lancepyris и †Cretepyris, тергиты намного шире своей длины.